# Bolshoy chelovek
Drama v Moskve é um filme de drama russo de 1908 dirigido por Alexandre Drankov.

## Enredo
O filme é uma versão cinematográfica da peça "O Grande Homem", interpretada por artistas da Casa do Povo de São Petersburgo.